# ژان باتیست ایپولیت دنس
ژان باتیست ایپولیت دنس (فرانسوی: Jean Baptiste Hippolyte Dance‎؛ ‏ ۲۲ فوریهٔ ۱۷۹۷ – ۱۸ آوریل ۱۸۳۲) آسیب‌شناس تشریحی اهل فرانسه بود که نخستین بار نشانه دنس را توصیف کرد. او مدرک دکترای پزشکی خود را در پاریس و در سال ۱۸۲۶ دریافت کرد و تا زمان مرگش در سن ۳۵ سالگی بر اثر وبا، استاد این رشته در اوتل-دیو بود. وی یکی از نخستین کسانی بود که کزاز پاراتیروئیدی را که در اثر کم‌کاری پاراتیروئید ایجاد می‌شود، شرح داد.